# Classifica dei marcatori della Supercoppa italiana

## Classifica
Aggiornata all'edizione 2024.
Nella seguente tabella sono inseriti i calciatori andati a segno nei tempi regolamentari oppure supplementari: vengono esclusi i tiri di rigore.
I calciatori attualmente militanti in Italia sono indicati in grassetto: sono invece riportati in corsivo i giocatori in attività in campionati esteri.
| Pos. | Nome                    | Reti | Squadre                 |
| ---- | ----------------------- | ---- | ----------------------- |
| 1    | Lautaro Martínez        | 4    | Inter                   |
| 1    | Paulo Dybala            | 4    | Juventus                |
| 3    | Samuel Eto'o            | 3    | Inter                   |
| 3    | Alessandro Del Piero    | 3    | Juventus                |
| 3    | Carlos Tévez            | 3    | Juventus                |
| 3    | Andrij Ševčenko         | 3    | Milan                   |
| 7    | Gabriel Batistuta       | 2    | Fiorentina              |
| 7    | Denzel Dumfries         | 2    | Inter                   |
| 7    | Patrick Vieira          | 2    | Inter                   |
| 7    | Giorgio Chiellini       | 2    | Juventus                |
| 7    | Cristiano Ronaldo       | 2    | Juventus                |
| 7    | Filippo Inzaghi         | 2    | Juventus                |
| 7    | Goran Pandev            | 2    | 1 Inter, 1 Napoli       |
| 7    | Claudio López           | 2    | Lazio                   |
| 7    | Ciro Immobile           | 2    | Lazio                   |
| 7    | Marco van Basten        | 2    | Milan                   |
| 7    | Christian Pulisic       | 2    | Milan                   |
| 7    | Careca                  | 2    | Napoli                  |
| 7    | Gonzalo Higuaín         | 2    | Napoli                  |
| 7    | Andrea Silenzi          | 2    | Napoli                  |
| 7    | Alessio Zerbin          | 2    | Napoli                  |
| 7    | Hernán Crespo           | 2    | 1 Parma, 1 Inter        |
| 7    | Alberto Aquilani        | 2    | Roma                    |
| 7    | Daniele De Rossi        | 2    | Roma                    |
| 7    | Mirko Vučinić           | 2    | 1 Roma, 1 Juventus      |
| 7    | Siniša Mihajlović       | 2    | 1 Sampdoria, 1 Lazio    |
| 7    | Gianluca Vialli         | 2    | 1 Sampdoria, 1 Juventus |
| 28   | Mario Balotelli         | 1    | Inter                   |
| 28   | Hakan Çalhanoğlu        | 1    | Inter                   |
| 28   | Enrico Cucchi           | 1    | Inter                   |
| 28   | Federico Dimarco        | 1    | Inter                   |
| 28   | Edin Džeko              | 1    | Inter                   |
| 28   | Francisco Farinós       | 1    | Inter                   |
| 28   | Luís Figo               | 1    | Inter                   |
| 28   | Davide Frattesi         | 1    | Inter                   |
| 28   | Robbie Keane            | 1    | Inter                   |
| 28   | Sulley Muntari          | 1    | Inter                   |
| 28   | Alexis Sánchez          | 1    | Inter                   |
| 28   | Aldo Serena             | 1    | Inter                   |
| 28   | Wesley Sneijder         | 1    | Inter                   |
| 28   | Mehdi Taremi            | 1    | Inter                   |
| 28   | Marcus Thuram           | 1    | Inter                   |
| 28   | Vampeta                 | 1    | Inter                   |
| 28   | Juan Sebastián Verón    | 1    | Inter                   |
| 28   | Kwadwo Asamoah          | 1    | Juventus                |
| 28   | Roberto Baggio          | 1    | Juventus                |
| 28   | Antonio Conte           | 1    | Juventus                |
| 28   | Stephan Lichtsteiner    | 1    | Juventus                |
| 28   | Mario Mandžukić         | 1    | Juventus                |
| 28   | Weston McKennie         | 1    | Juventus                |
| 28   | Álvaro Morata           | 1    | Juventus                |
| 28   | Paul Pogba              | 1    | Juventus                |
| 28   | David Trezeguet         | 1    | Juventus                |
| 28   | Arturo Vidal            | 1    | Juventus                |
| 28   | Kenan Yıldız            | 1    | Juventus                |
| 28   | Danilo Cataldi          | 1    | Lazio                   |
| 28   | Sérgio Conceição        | 1    | Lazio                   |
| 28   | Luis Alberto            | 1    | Lazio                   |
| 28   | Senad Lulić             | 1    | Lazio                   |
| 28   | Matuzalém               | 1    | Lazio                   |
| 28   | Pavel Nedvěd            | 1    | Lazio                   |
| 28   | Tommaso Rocchi          | 1    | Lazio                   |
| 28   | Dejan Stanković         | 1    | Lazio                   |
| 28   | Alessandro Murgia       | 1    | Lazio                   |
| 28   | Tammy Abraham           | 1    | Milan                   |
| 28   | Kevin-Prince Boateng    | 1    | Milan                   |
| 28   | Giacomo Bonaventura     | 1    | Milan                   |
| 28   | Andrés Guglielminpietro | 1    | Milan                   |
| 28   | Ruud Gullit             | 1    | Milan                   |
| 28   | Theo Hernández          | 1    | Milan                   |
| 28   | Zlatan Ibrahimović      | 1    | Milan                   |
| 28   | Graziano Mannari        | 1    | Milan                   |
| 28   | Daniele Massaro         | 1    | Milan                   |
| 28   | Andrea Pirlo            | 1    | Milan                   |
| 28   | Frank Rijkaard          | 1    | Milan                   |
| 28   | Dejan Savićević         | 1    | Milan                   |
| 28   | Marco Simone            | 1    | Milan                   |
| 28   | Edinson Cavani          | 1    | Napoli                  |
| 28   | Massimo Crippa          | 1    | Napoli                  |
| 28   | Giovanni Simeone        | 1    | Napoli                  |
| 28   | Alain Boghossian        | 1    | Parma                   |
| 28   | Marco Di Vaio           | 1    | Parma                   |
| 28   | Alessandro Melli        | 1    | Parma                   |
| 28   | Vincent Candela         | 1    | Roma                    |
| 28   | Mancini                 | 1    | Roma                    |
| 28   | Vincenzo Montella       | 1    | Roma                    |
| 28   | John Arne Riise         | 1    | Roma                    |
| 28   | Francesco Totti         | 1    | Roma                    |
| 28   | Roberto Mancini         | 1    | Sampdoria               |

Autoreti
- Christian Maggio  Napoli (1, pro  Juventus)
- Federico Gatti  Juventus (1, pro  Milan)

## Statistiche

### Realizzazioni plurime
- Andrij Ševčenko è l'unico calciatore ad aver segnato una tripletta, nell'edizione 2004.[3]
- Sono cinque i calciatori che hanno segnato con due maglie differenti, per un totale di 2 reti ciascuno.
- Alessandro Del Piero, Hernán Crespo, Ciro Immobile, Lautaro Martinez e Andrij Ševčenko sono gli unici calciatori che, oltre ad avere segnato in Supercoppa, sono stati capocannonieri della Serie A; Del Piero e Immobile hanno vinto anche la classifica marcatori della Serie B.

### Nazionalità
- I calciatori italiani andati in gol nella competizione sono 30: seguono 10 argentini, 7 francesi, 4 brasiliani e olandesi.

### Calciatori andati a segno
- L'Inter è la squadra che ha mandato a segno il maggior numero di calciatori, 23.

### Partecipazioni senza reti
- Il Torino, il Vicenza e l'Atalanta sono le uniche squadre ad aver partecipato senza reti all'attivo in Supercoppa.